# Chopinzinho
Chopinzinho là một đô thị thuộc bang Paraná, Brasil. Đô thị này có diện tích 959,692 km², dân số năm 2007 là 19224 người, mật độ 21,8 người/km².